# Pandémie de Covid-19 en Nouvelle-Aquitaine
Wikipédia ne donne pas de conseils médicaux ou sanitaires. Cet article est susceptible de contenir des informations obsolètes ou inexactes. Seul un professionnel de la santé est apte à vous fournir un avis médical, et seules les autorités sanitaires de votre pays sont compétentes pour donner des consignes de santé publique relatives à la pandémie de Covid-19.
Pour un article plus général, voir Pandémie de Covid-19 en France.
Cet article présente la situation en ce qui concerne la pandémie de maladie à coronavirus de 2019-2020 (COVID-19) en Nouvelle-Aquitaine.

## Bilan humain

### Nouveaux cas quotidiens
| Nouveaux cas quotidiens de COVID-19 déclarés en Nouvelle-Aquitaine                                                     | 0 |  |
| Pour des raisons techniques, il est temporairement impossible d'afficher le graphique qui aurait dû être présenté ici. |   |  |

### Hospitalisations
| Nombre d'hospitalisations de personnes atteintes de Covid-19 en Nouvelle-Aquitaine |
| ·                                                                                  |

| Variation journalière du nombre de personnes hospitalisées pour la Covid-19 en Nouvelle-Aquitaine                      |
| Pour des raisons techniques, il est temporairement impossible d'afficher le graphique qui aurait dû être présenté ici. |

### Décès
| Décès à l'hôpital attribués à la Covid-19 attribués à la Covid-19 en Nouvelle-Aquitaine                                                   |
| Lecture : entre le début du recensement et le 30 avril 2020, 324 personnes sont décédées à l’hôpital d'une cause attribuée à la Covid-19. |

| Nouveaux décès à l’hôpital attribués à la Covid-19 en Nouvelle-Aquitaine                               |
| Lecture : le 6 avril 2020, 18 personnes sont décédées à l’hôpital d'une cause attribuée à la Covid-19. |

| Situation hebdomadaire (hôpitaux)                                                                                      |
| Pour des raisons techniques, il est temporairement impossible d'afficher le graphique qui aurait dû être présenté ici. |

Lecture : dans la semaine du lundi 30 mars au dimanche 5 avril 2020, dans les hôpitaux, 1 300 personnes supplémentaires sont décédées d'une cause attribuée à la Covid-19.

### Réanimations
| Nombre de personnes en réanimation ou soins intensifs pour la Covid-19 en Nouvelle-Aquitaine                                               |
| Lecture : le 30 avril 2020, 111 personnes sont en réanimation ou en soins intensifs dans les hôpitaux d'une cause attribuée à la Covid-19. |

| Variation journalière du nombre de personnes en réanimation ou en soins intensifs pour la Covid-19 en Nouvelle-Aquitaine |
| Lecture : le 25 mars 2020, 29 personnes de plus que la veille sont en réanimation ou en soins intensifs attribués à la Covid-19. À ne pas confondre avec le nombre de nouvelles personnes admises qui est donné ci-dessous. |

| Nombre quotidien de nouvelles admissions en réanimation dans les hôpitaux en Nouvelle-Aquitaine  |
| Lecture : le 26 avril 2020, 4 personnes supplémentaires sont entrées en réanimation à l'hôpital. |

### Statistiques par départements
| Région/Territoire  | Département          | Nombre de         | Nombre de            | Nombre de                            | Nombre de | Nombre de                            | Nombre de |
| Région/Territoire  | Département          | Population (2017) | Cas[réf. nécessaire] | Décès au 17 juillet[réf. nécessaire] | ‰         | Hosp. au 17 juillet[réf. nécessaire] | ‰         |
| ------------------ | -------------------- | ----------------- | -------------------- | ------------------------------------ | --------- | ------------------------------------ | --------- |
| Nouvelle-Aquitaine | Charente             | 352 335           | 4 707                | 13                                   | 0,04      | 2                                    | 0,01      |
| Nouvelle-Aquitaine | Charente-Maritime    | 644 303           | 4 707                | 51                                   | 0,08      | 6                                    | 0,01      |
| Nouvelle-Aquitaine | Corrèze              | 241 464           | 4 707                | 37                                   | 0,15      | 0                                    | 0,00      |
| Nouvelle-Aquitaine | Creuse               | 118 638           | 4 707                | 14                                   | 0,12      | 2                                    | 0,02      |
| Nouvelle-Aquitaine | Dordogne             | 413 606           | 4 707                | 14                                   | 0,03      | 1                                    | 0,00      |
| Nouvelle-Aquitaine | Gironde              | 1 583 384         | 4 707                | 158                                  | 0,10      | 41                                   | 0,03      |
| Nouvelle-Aquitaine | Landes               | 407 444           | 4 707                | 13                                   | 0,03      | 4                                    | 0,01      |
| Nouvelle-Aquitaine | Lot-et-Garonne       | 332 842           | 4 707                | 11                                   | 0,03      | 1                                    | 0,00      |
| Nouvelle-Aquitaine | Pyrénées-Atlantiques | 677 309           | 4 707                | 27                                   | 0,04      | 0                                    | 0,00      |
| Nouvelle-Aquitaine | Deux-Sèvres          | 374 351           | 4 707                | 22                                   | 0,06      | 2                                    | 0,01      |
| Nouvelle-Aquitaine | Vienne               | 436 876           | 4 707                | 39                                   | 0,09      | 1                                    | 0,00      |
| Nouvelle-Aquitaine | Haute-Vienne         | 374 426           | 4 707                | 25                                   | 0,07      | 1                                    | 0.00      |

## Mesures locales

### Dépistage
La région Nouvelle-Aquitaine et l'ARS mettent depuis le déconfinement des tests nasaux gratuits à ceux qui souhaitent se faire dépister. Cela a pour objectif de savoir à quelle vitesse circule, se reproduit le virus, et d'identifier les différents clusters présents dans la région.

### Port du masque
Afin d'éviter une deuxième vague du SARS-CoV-2, la ville de La Rochelle, a mis en place un décret obligeant le port du masque sur le vieux port de La Rochelle. Cette mesure s'applique à partir du 22 juillet et restera en vigueur jusqu'à la fin du mois d'août. Elle s'inscrit dans la lignée de la politique mise en place par le gouvernement qui consiste au port du masque obligatoire dans la plupart des lieux clos.Mais le maire de La Rochelle impose l'obligation du masque aussi bien en plein air.